# Gnophos graecaria
Gnophos graecaria är en fjärilsart som beskrevs av Otto Staudinger 1897. Gnophos graecaria ingår i släktet Gnophos och familjen mätare. Inga underarter finns listade i Catalogue of Life.